# Q 〜こどものための哲学〜
『Ｑ〜こどものための哲学』（キュー こどものためのてつがく、Philosophy For Children Q）は、NHK教育テレビジョンが2017年8月14日より放送を開始した小学生対象の教育エンターテイメント番組である。

## 概要
アクティブ・ラーニングにおいて不可欠とされる「思考力」と「対話力」を育む15分の人形劇です。—公式紹介文
小学3年生の少年Qくんが、日常の中で抱いた不満や願望に、ぬいぐるみのチッチがなぜそう思ったのかを問いかけ、対話しながら、自分なりの答えを探求していく人形劇。
番組のテーマは「Thinking Deeply（ = 一つのことを深く考えること）」、タイトルコールは「Philosophy For Children Q」。
番組の脚本は、ドラマ「リーガル・ハイ」や「相棒」などを手がけた古沢良太が担当。
美術は、絵本「かおノート」や「やさいさん」などを手がけた絵本作家・tupera tuperaが担当。
2017年7月27日に 試写会が東京都・渋谷区のNHK放送センターにて行われ、本田翼とガッツ石松が登壇した。
パイロット版は2014年8月4日と8月5日に放送。
日本賞受賞。

## 登場人物
Qくん
声 - 本田翼 / 人形 - 山田はるか
この番組の主人公。第1回から登場。
小学3年生（パイロット版では6歳）。
チッチ
声 - ガッツ石松 / 人形 - 川口英子
うさぎのぬいぐるみ。第1回から登場。
耳が結ばれている。おじさん声。
ポッくん
声 - 宮田幸季 / 人形 - がこさく
Qくんのクラスメイト。第5回から登場。
ルルちゃん
声 - 加藤英美里 / 人形 - 清水正子
Qくんのクラスメイト。第5回から登場。

## 放送リスト
| 回数 （話数） | 本日のぎもん Today's Question  | 初放送日       | 備考 |
| ------------- | ------------------------------ | -------------- | ---- |
| 第1回         | なんで勉強しなきゃいけないの？ | 2017年8月14日  |      |
| 第2回         | カッコイイってたとえば？       | 2017年8月15日  |      |
| 第3回         | 便利って本当にいいこと？       | 2017年8月16日  |      |
| 第4回         | 死んだらどうなるの？           | 2017年8月17日  |      |
| 第5回         | 似てない人と仲良くできるの？   | 2017年8月18日  |      |
| 第6回         | ルールって本当に必要？         | 2017年12月25日 |      |
| 第7回         | なんでウンコでみんな笑うの？   | 2017年12月26日 |      |
| 第8回         | なんでお母さんはいつも怒るの？ | 2017年12月27日 |      |
| 第9回         | そもそも自分らしさってなに？   | 2017年12月28日 |      |
| 第10回        | 良いこと、悪いことってなに？   | 2017年12月29日 |      |
| 第11回        | 大人ってどんな人？             | 2018年8月6日   |      |
| 第12回        | お金で本当に幸せになれる？     | 2018年8月7日   |      |
| 第13回        | ふつうってどういうこと？       | 2018年8月7日   |      |
| 第14回        | なんで人は作り笑いするの？     | 2018年8月6日   |      |
| 第15回        | なんであだ名をつけたがるの？   | 2018年8月8日   |      |
| 第16回        | なんで裸ははずかしいの？       | 2019年3月22日  |      |
| 第17回        | ウソをつくのは悪いこと？       | 2019年3月26日  |      |
| 第18回        | なんでお母さんは化粧をするの？ | 2019年9月24日  |      |
| 第19回        | ともだちってたくさん必要？     | 2019年9月24日  |      |
| 第20回        | なんで夜はこわいの？           | 2019年9月24日  |      |

## スタッフ
- 脚本 - 古沢良太
- 人形セットデザイン・美術 - tupera tupera
- アニメーション - 稲葉卓也、八百悟志
- 音楽 - 宮内優里[2]
- うた - turu
- 人形製作 - 浅利真友子、川口新
- 小道具製作 - スドーアート工房
- イラスト - 杉崎貴史、片倉航、三山真寛
- 監修 - 河野哲也（立教大学文学部教育学科 教授）、土屋陽介（開智日本橋学園中学・高等学校 教諭〈2017年4月 - 2020年3月〉→開智国際大学教育学部 准教授〈2020年4月 - 〉）
- プロデューサー - 佐藤正和[10]
- デスク - 平井雅仁
- 制作協力 - DRAWING AND MANUAL
- 制作・著作 - NHK